# Medlerola motiva
Medlerola motiva är en insektsart som beskrevs av Young 1977. Medlerola motiva ingår i släktet Medlerola och familjen dvärgstritar. Inga underarter finns listade i Catalogue of Life.